# دائرة الذرعان
دائرة الذرعان إحدى دوائر ولاية الطارف الجزائرية، عاصمتها هي الذرعان.

## البلديات
تنقسم المنطقة إلى 3 بلديات:
- الذرعان
- شيحاني
- شبيطة مختار